# 褶皺與逆衝斷層帶

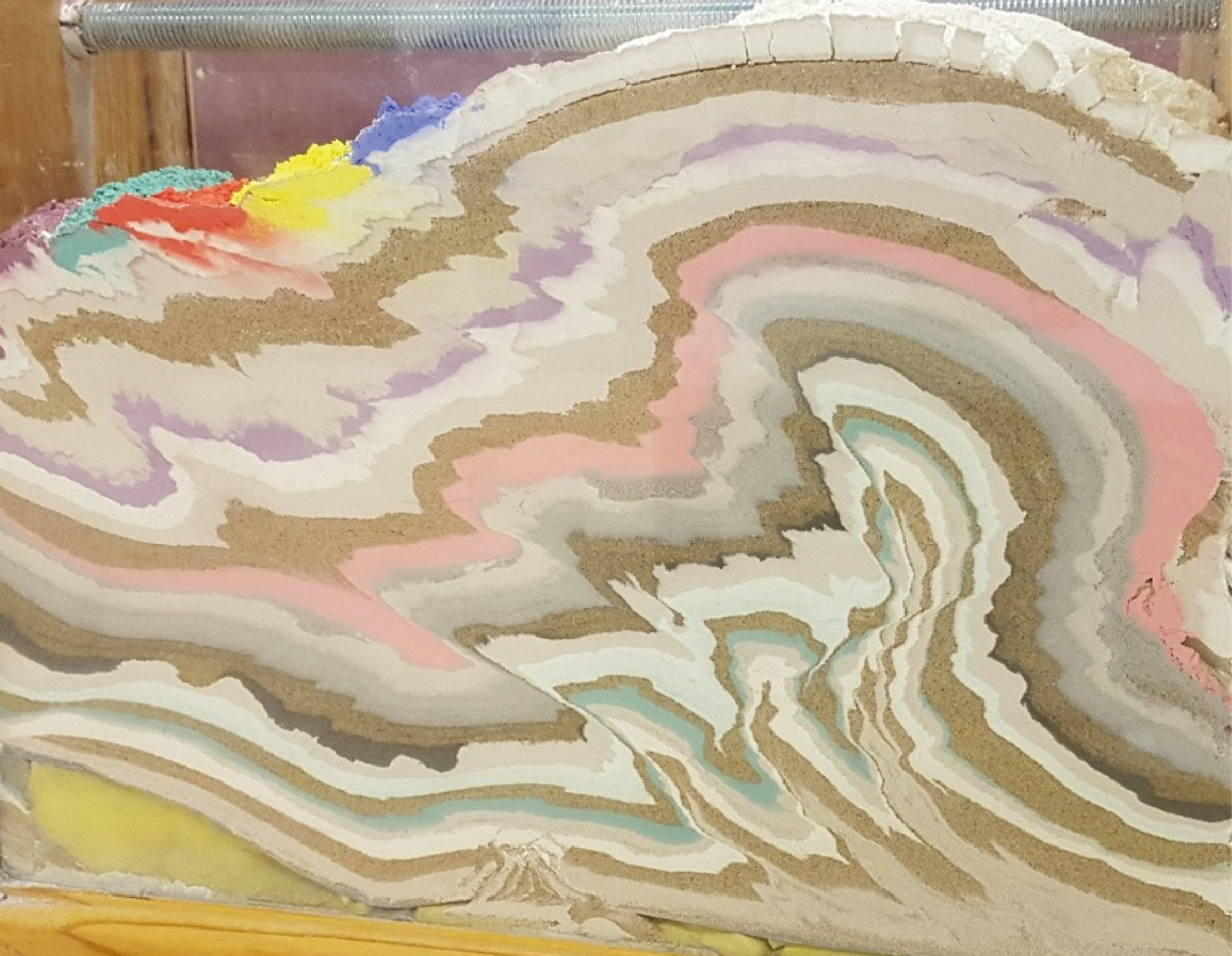
沙箱中的褶皺與逆衝斷層帶建模.

褶皺與逆衝斷層帶（英語：fold and thrust belt）（FTB）是坐落在造山帶前緣的一系列山地丘陵，主要是由造山帶相鄰的[前陸盆地]]構成。盆地地層因受受縮構造力影響，被變形成一系列相聯的褶皺和逆衝斷層。

### 幾何形狀
褶皺與逆衝斷層帶是由一系列亞平行的逆沖板片形成，由逆衝斷層隔開。隨著收縮構造力傳導到造山帶前陸。舊的逆衝斷層會被新的逆衝斷層褶皺。這種向前陸連續傳播的逆衝斷層，就造成褶皺逆衝斷層帶。若在帶內而不是在前沿形成的逆衝斷層稱為“失序逆衝斷層”。

### 地圖上的形狀
在地圖上，褶皺與逆衝斷層帶通常是彎曲的而不是完全線性的。 逆衝斷層板片在構造運移方向會形成一個凸起。在隆起之間的區域被稱為凹處、或有時稱為灣區。

### 逆衝斷層帶

Pyrenees山脈的橫切面. 在南部為褶皺的沉積物被逆衝斷層堆積在一起

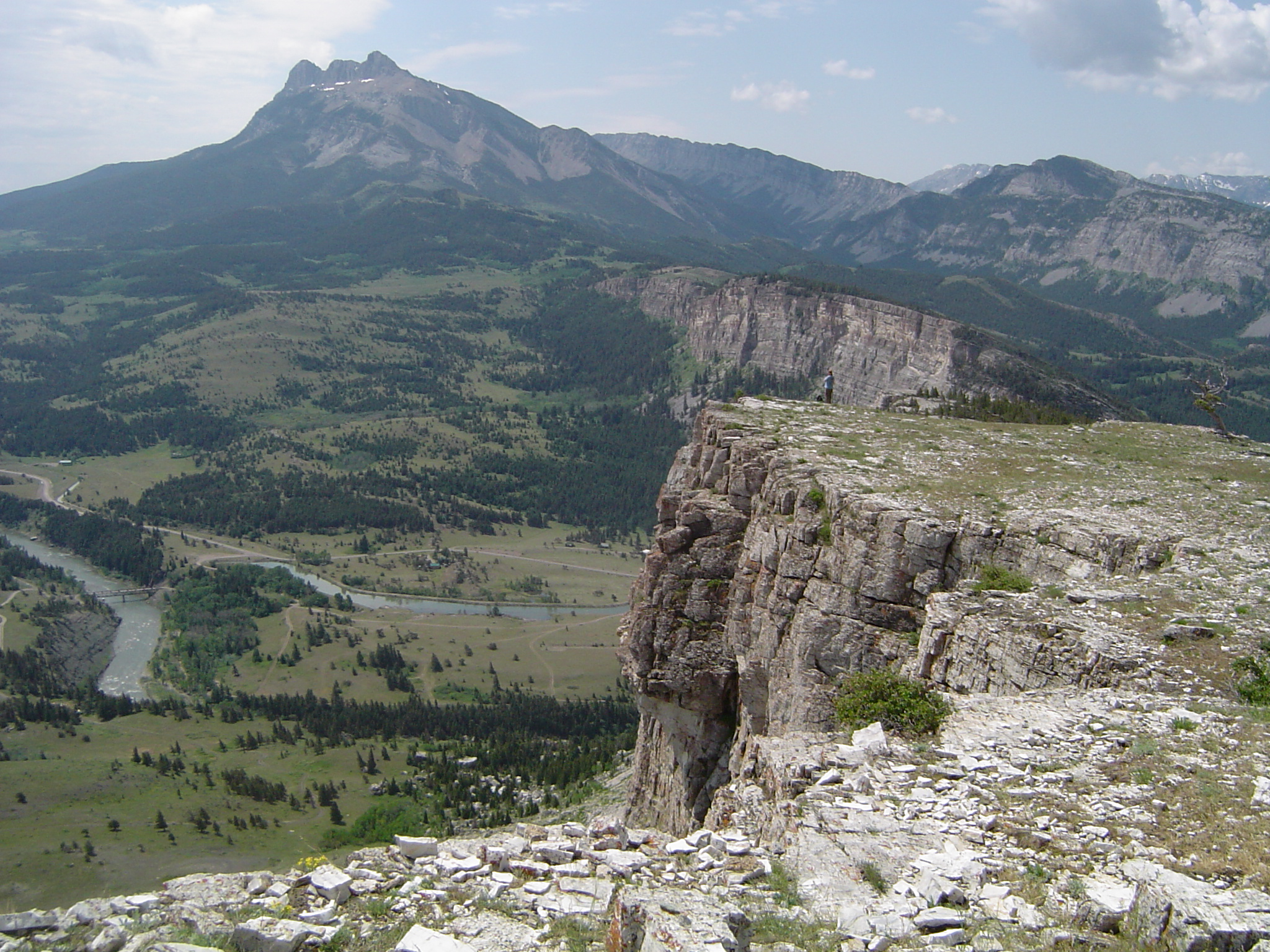
蒙大拿州中的一個薄皮逆衝斷層例子。 白色為 Madison 石灰岩，有重複出現，其中一個在前景（有尖滅現象），另一個位於圖片的右上角和頂部

#### 非洲
1. 阿特拉斯(Atlas)山脈
2. 凱普(Cape)褶皺帶

#### 亞洲
1. 阿拉瓦利(Aravalli)山脈屬前寒武紀
2. 喜馬拉雅屬上白堊統
3. 砸格魯(Zagros) 褶皺逆衝帶 屬年輕活動的變形帶

#### 澳大利亞
1. 東(Lachlan)拉克蘭造山帶屬中古生代為南北向構造

#### 歐洲
1. 阿爾卑斯山脈屬新生代
2. 斯堪的納維亞加里多尼德(Caledonides)	屬奧陶紀 – 泥盆紀
3. 喀爾巴阡(Carpathians)山脈屬中生代-第三紀

#### 北美
1. 阿拉斯加山脈屬晚白堊紀-新生代為厚皮變形
2. 阿納德爾(Anadyr)高地屬晚古新世 – 始新世
3. 鹿角(Antler)止推帶屬石炭紀為薄皮構造
4. 阿巴拉契亞人屬晚古生代為薄皮構造
5. 北極科迪勒拉(Cordillera)屬中泥盆紀 - 早石炭紀
6. 布魯克斯(Brooks)山脈屬侏羅紀 - 早白堊紀，早新生代為薄皮構造
7. 加利福尼亞海岸山脈晚屬中新世 - 第四紀
8. 奇瓦瓦(Chihuahua)帶屬古新世
9. 楚加奇(Chugach)山脈屬新生代為薄皮構造
10. 尤里坎(Eurekan)褶皺帶屬始新世-漸新世
11. 因紐特(Innuitian)褶皺衝斷帶屬晚白堊紀-早新生代為薄皮構造
12. 庫斯科維姆(Kuskokwim) 山脈屬晚白堊紀 - 始新世
13. 麥肯齊(Mackenzie)山脈屬晚白堊紀 - 中始新世為薄皮構造
14. 瑪麗亞(Maria)褶皺和推力帶屬白堊紀為厚皮構造
15. 北格陵蘭褶皺帶屬中泥盆世 - 早石炭紀
16. 北埃爾斯米爾(Ellesmere)褶皺帶屬中泥盆紀-早石炭紀為薄皮構造
17. 奧格爾維山脈屬晚白堊紀 - 始新世為薄皮構造
18. 俄勒岡增生棱柱屬晚中新世 - 第四紀為薄皮構造
19. 瓦希塔斯(Ouachitas) 屬晚石炭紀 - 早二疊世為厚皮構造和薄皮構造
20. 理查森(Richardson)山脈屬晚白堊紀 - 中始新世為薄皮構造
21. 落基山脈屬古新世至中始新世為厚皮構造
22. 塞爾溫(Selwyn)褶皺帶[2]屬白堊紀晚期
23. 塞拉馬德雷(Sierra Madre) 東方屬早新生代
24. 西方塞拉馬德雷(Sierra Madre Occidental) 屬白堊紀 - 始新世
25. 南加拿大落基山脈屬晚侏羅世 - 始新世為薄皮構造
26. 懷俄明-猶他斷層帶 (North Sevier) 屬晚侏羅世-始新世為薄皮構造[3]。

#### 南美洲
1. 麥哲倫（Fuegian）褶皺與衝斷帶屬晚白堊世-新生代為薄皮構造
2. 馬拉圭Malargüe褶皺與逆衝帶
3. 馬拉尼（Marañón） 褶皺與逆衝帶屬新生代為厚皮和薄皮構造
4. 安第斯中部褶皺與衝斷帶屬中生代-新生代為薄皮構造[4]。